# 세라노 햄
세라노 햄(serrano+ham) 또는 하몬 세라노(스페인어: jamón serrano)는 스페인의 햄인 하몬의 분류이다. "하몬"은 "햄"을 뜻하며, "세라노"는 "산의"라는 뜻인데, 전통적으로 온도가 낮은 산지에서 햄을 염지·건조하던 것에서 유래한 이름이다. 익힌 햄인 "하몬 코시도(jamón cocido)"와 건염 생햄인 "하몬 세라노"가 구분되는데, 후자 중 흑돼지인 이베리아돼지의 고기로 만든 것은 이베리코 햄(하몬 이베리코)으로 따로 분류하기 때문에, 흰 돼지 품종들의 고기로 만든 햄들이 주로 세라노 햄(하몬 세라노)으로 분류된다.

## 분류
염지·건조 기간에 따라 세 가지로 분류한다.
- 보데가(bodega): 9~12개월 간 염지·건조
- 레세르바(reserva): 12~14개월 간 염지·건조
- 그란 레세르바(gran reserva): 15개월 이상 염지·건조

## 같이 보기
- 이베리코 햄